# 빛베리
빛베리(본명: 천예서)는 대한민국의 트위치 스트리머, 유튜버, 코스튬 플레이어다.
코스튬 플레이어로 전세계 팬들에게 인기를 끌었으며, 만화 《원피스》의 캐릭터 나미의 코스프레 사진으로 온라인에서 화제가 되었다. 또한 맥심 한국판 2021년 9월호 표지 모델이 되었는데, 맥심 한국판 창간 후 처음으로 정기구독자 한정판이 품절되어 화제가 되었다.